# Chaunté Lowe
Chaunté Lowe (nacida Chaunté Howard) (California, Estados Unidos, 12 de enero de 1984) es una atleta estadounidense, especialista en la prueba de salto de altura, en la que ha logrado ser subcampeona mundial en 2005.

## Carrera deportiva
En el Mundial de Helsinki 2005 ganó la medalla de plata en salto de altura, con una marca de 2.00 metros, que fue su mejor marca personal, quedando en el podio tras la sueca Kajsa Bergqvist que saltó 2.02 metros, y por delante de otra sueca Emma Green.
Tres años después, consiguió la medalla de bronce en la misma prueba en las Olimpiadas de Pekín 2008.